# Tre Valli Varesine 1990
La Tre Valli Varesine 1990, settantesima edizione della corsa, si svolse il 15 agosto 1990 su un percorso di 209,2 km. La vittoria fu appannaggio dello svizzero Pascal Richard, che completò il percorso in 5h20'17", precedendo l'italiano Claudio Chiappucci ed il connazionale Thomas Wegmüller.
Sul traguardo 97 ciclisti, su 173 partenti, portarono a termine la competizione.

## Ordine d'arrivo (Top 10)
| Pos. | Corridore          | Squadra               | Tempo    |
| ---- | ------------------ | --------------------- | -------- |
| 1    | Pascal Richard     | Helvetia              | 5h20'17" |
| 2    | Claudio Chiappucci | Carrera Jeans         | s.t.     |
| 3    | Thomas Wegmüller   | Weinmann              | s.t.     |
| 4    | Sergio Carcano     | Ariostea              | a 52"    |
| 5    | Rudy Dhaenens      | PDM-Ultima-Concorde   | s.t.     |
| 6    | Rolf Sørensen      | Ariostea              | s.t.     |
| 7    | Erich Mächler      | Carrera Jeans         | s.t.     |
| 8    | Luciano Rabottini  | GIS Gelati-Benotto    | s.t.     |
| 9    | Edoardo Rocchi     | Italbonifica-Navigare | s.t.     |
| 10   | Patrick Robeet     | Weinmann              | s.t.     |